# كبة البطاطا
كبة البطاطا من المقبلات التي تقدّم في المطبخ العربي، مكونها الأساسي البطاطا المهروسة التي تُشكّل على هيئة وحدات صغيرة وتقلى في الزيت أو بشكل شرائح تشوى في الفرن.
تحضّر عادةً عجينة الكبة من البطاطا، البرغل، البصل، الطحين، البهار، الكزبرة والملح. أما الحشوة فتحضّر من اللحم المفروم، البصل، الصنوبر، القرفة، البهار، الزيت والملح.